# (7386) Paulpellas
(7386) Paulpellas est un astéroïde de la ceinture principale.

## Description
(7386) Paulpellas est un astéroïde de la ceinture principale. Il fut découvert le 25 novembre 1981 à Harvard par l'Observatoire Oak Ridge. Il présente une orbite caractérisée par un demi-grand axe de 2,38 UA, une excentricité de 0,07 et une inclinaison de 4,9° par rapport à l'écliptique.

## Compléments